# Quảng Lãng
Quảng Lãng là một xã thuộc huyện Ân Thi, tỉnh Hưng Yên, Việt Nam.

## Địa lý
Xã Quảng Lãng nằm ở phía tây huyện Ân Thi, có vị trí địa lý:
- Phía đông giáp thị trấn Ân Thi
- Phía tây giáp huyện Kim Động và xã Xuân Trúc
- Phía nam giáp huyện Kim Động và thị trấn Ân Thi, xã Đặng Lễ
- Phía bắc giáp xã Xuân Trúc.

Xã Quảng Lãng có diện tích 6,77 km², dân số năm 2019 là 6.599 người, mật độ dân số đạt 975 người/km².

## Lịch sử
Ngày 23 tháng 3 năm 1996, Chính phủ ban hành Nghị định 17-CP về việc thị trấn Ân Thi trên cơ sở điều chỉnh 4,45 ha diện tích tự nhiên với 230 người của xã Quảng Lãng.
Sau khi điều chỉnh địa giới hành chính, xã Quảng Lăng còn lại 654,12 hécta diện tích tự nhiên với 6,510 nhân khẩu.

## Giao thông
Xã Quảng Lãng có quốc lộ 38 chạy qua.